# Pista Stelvio
Die Pista Stelvio ist eine Skirennstrecke in Bormio. Sie war Schauplatz der Alpinen Skiweltmeisterschaften 1985 und 2005. Die bis 2013 und erneut seit 2017 jährlich stattfindende Weltcup-Abfahrt zählt zu den schwierigsten und gefährlichsten Abfahrten der Welt und wird in der Regel nur im Herren-Weltcup gefahren. Die Pista Stelvio ist besonders steil, schnell und kurvenreich.
Stelvio ist die italienische Bezeichnung für die Gemeinde Stilfs. Die Pista Stelvio befindet sich im Nationalpark Stilfserjoch.

## Geschichte
Bei den Weltmeisterschaften 1985 fanden alle Wettbewerbe der Herren auf der Pista Stelvio statt. Erfolgreichster Athlet war Pirmin Zurbriggen mit Goldmedaillen in Abfahrt und Kombination. Bei den Weltmeisterschaften 2005 kam erstmals der neu in das WM-Programm aufgenommene Mannschaftswettbewerb zur Austragung. Hier siegte auf der Pista Stelvio Deutschland vor Österreich und Frankreich. Wie 1985 fanden auch bei den Weltmeisterschaften 2005 alle Wettbewerbe der Herren auf der Pista Stelvio statt. Erfolgreichster Athlet war Benjamin Raich (Gold im Slalom und in der Alpinen Kombination, Silber im Riesenslalom und im Mannschaftsbewerb, Bronze im Super-G).
Seit der Saison 1993/94 macht der Weltcup in Bormio Station. Üblicherweise wird auf der Stelvio eine Herren-Abfahrt kurz vor dem Jahreswechsel gefahren. In manchen Jahren finden auch zwei Rennen statt, zudem war die Stelvio Schauplatz des Weltcup-Finales in den Jahren 1995, 2000 und 2008, wo neben der Abfahrt, die 2008 abgesagt werden musste, auch noch je ein Super-G, Riesenslalom und Slalom ausgetragen wurden.
Im Rahmen der XXV. Olympischen Winterspiele Milano Cortina 2026 ist vorgesehen, die alpinen Skirennen der Herren in Bormio durchzuführen. Auf der Pista Stelvio sollen 5 Rennen (Abfahrt, Super-G, Riesenslalom, Slalom und Team-Kombination) ausgetragen werden. Somit wird Bormio neben Cortina und Sestriere bereits der dritte italienische alpine Austragungsort von sowohl Olympia-, Weltmeisterschafts- als auch Weltcuprennen werden.

## Streckenführung
Die Abfahrt beginnt gleich mit dem steilsten Stück der gesamten Strecke. Der Startschuss hat eine Neigung von 63 % – das ist der steilste Start aller Weltcupabfahrten. In kurzen Abständen folgen eine Rechts- und eine Linkskurve. Letztere geht fließend in den Roccasprung über. Eine weitere Rechtskurve führt in die 300 Meter lange Hochgeschwindigkeitspassage Canalino Sertorelli. Nach einer langgezogenen Linkskurve in das kurze Flachstück Fontana Lunga folgen die anspruchsvollsten und kurvenreichsten Stellen der Abfahrt, die so genannten Hermelin-Kurven und die Traverse Carcentina. Über den kurzen Abschnitt Ciuk geht es weiter zum San-Pietro-Sprung mit Weiten um die 40 Meter. Der darauf folgende San-Pietro-Schuss ist die schnellste Passage der Strecke, wo Geschwindigkeiten bis zu 140 km/h erreicht werden. Auch die letzten Abschnitte der Pista Stelvio, Bosco Alto und Feleit, bestehen vorwiegend aus schnellen Kurven. Den Abschluss bilden der Zielsprung und der Zielschuss.

## Siegerlisten Herren
Die folgenden Tabellen zeigen die drei Erstplatzierten aller Weltcuprennen, die bisher auf der Pista Stelvio ausgetragen wurden. In den Jahren 1995, 1997, 2001 2006 und 2019 fanden je zwei Abfahrten, im Jahr 2000 zwei Riesenslaloms statt.

### Abfahrt
| Datum      | 1. Platz                      | 2. Platz            | 3. Platz                |
| ---------- | ----------------------------- | ------------------- | ----------------------- |
| 29.12.1993 | Hannes Trinkl                 | Marc Girardelli     | Tommy Moe               |
| 15.03.1995 | Luc Alphand                   | AJ Kitt             | Lasse Kjus              |
| 29.12.1995 | Lasse Kjus                    | Andreas Schifferer  | Ed Podivinsky           |
| 29.12.1996 | Luc Alphand                   | William Besse       | Kristian Ghedina        |
| 29.12.1997 | Hermann Maier                 | Andreas Schifferer  | Werner Franz            |
| 30.12.1997 | Andreas Schifferer            | Werner Franz        | Lasse Kjus              |
| 29.12.1998 | Hermann Maier                 | Fritz Strobl        | Stephan Eberharter      |
| 15.03.2000 | Hannes Trinkl                 | Hermann Maier       | Christian Greber        |
| 28.12.2001 | Christian Greber              | Fritz Strobl        | Stephan Eberharter      |
| 29.12.2001 | Fritz Strobl                  | Josef Strobl        | Stephan Eberharter      |
| 29.12.2002 | Daron Rahlves                 | Fritz Strobl        | Hannes Trinkl           |
| 11.01.2003 | Stephan Eberharter            | Michael Walchhofer  | Daron Rahlves           |
| 29.12.2004 | Hans Grugger                  | Michael Walchhofer  | Fritz Strobl            |
| 29.12.2005 | Daron Rahlves                 | Fritz Strobl        | Tobias Grünenfelder     |
| 28.12.2006 | Michael Walchhofer            | Didier Cuche        | Mario Scheiber          |
| 29.12.2006 | Michael Walchhofer            | Peter Fill          | Mario Scheiber          |
| 29.12.2007 | Bode Miller                   | Andreas Buder       | Jan Hudec               |
| 28.12.2008 | Christof Innerhofer           | Klaus Kröll         | Michael Walchhofer      |
| 29.12.2009 | Andrej Jerman                 | Didier Défago       | Michael Walchhofer      |
| 29.12.2010 | Michael Walchhofer            | Silvan Zurbriggen   | Christof Innerhofer     |
| 29.12.2011 | Didier Défago                 | Patrick Küng        | Klaus Kröll             |
| 29.12.2012 | Hannes Reichelt Dominik Paris |                     | Aksel Lund Svindal      |
| 29.12.2013 | Aksel Lund Svindal            | Hannes Reichelt     | Erik Guay               |
| 28.12.2017 | Dominik Paris                 | Aksel Lund Svindal  | Kjetil Jansrud          |
| 28.12.2018 | Dominik Paris                 | Christof Innerhofer | Beat Feuz               |
| 27.12.2019 | Dominik Paris                 | Beat Feuz           | Matthias Mayer          |
| 28.12.2019 | Dominik Paris                 | Urs Kryenbühl       | Beat Feuz               |
| 30.12.2020 | Matthias Mayer                | Vincent Kriechmayr  | Urs Kryenbühl           |
| 28.12.2021 | Dominik Paris                 | Marco Odermatt      | Niels Hintermann        |
| 28.12.2022 | Vincent Kriechmayr            | James Crawford      | Aleksander Aamodt Kilde |
| 28.12.2023 | Cyprien Sarrazin              | Marco Odermatt      | Cameron Alexander       |
| 28.12.2024 | Alexis Monney                 | Franjo von Allmen   | Cameron Alexander       |

### Super-G
| Datum      | 1. Platz                | 2. Platz           | 3. Platz                        |
| ---------- | ----------------------- | ------------------ | ------------------------------- |
| 16.03.1995 | Richard Kröll           | Peter Runggaldier  | Werner Perathoner               |
| 16.03.2000 | Hermann Maier           | Fritz Strobl       | Werner Franz Andreas Schifferer |
| 13.03.2008 | Hannes Reichelt         | Didier Défago      | Aleš Gorza                      |
| 29.12.2018 | Dominik Paris           | Matthias Mayer     | Aleksander Aamodt Kilde         |
| 29.12.2020 | Ryan Cochran-Siegle     | Vincent Kriechmayr | Adrian Smiseth Sejersted        |
| 29.12.2021 | Aleksander Aamodt Kilde | Raphael Haaser     | Vincent Kriechmayr              |
| 29.12.2022 | Marco Odermatt          | Vincent Kriechmayr | Loïc Meillard                   |
| 29.12.2023 | Marco Odermatt          | Raphael Haaser     | Aleksander Aamodt Kilde         |
| 29.12.2024 | Fredrik Møller          | Vincent Kriechmayr | Alexis Monney                   |

### Riesenslalom
| Datum      | 1. Platz         | 2. Platz        | 3. Platz           |
| ---------- | ---------------- | --------------- | ------------------ |
| 18.03.1995 | Alberto Tomba    | Günther Mader   | Rainer Salzgeber   |
| 18.03.2000 | Benjamin Raich   | Christian Mayer | Heinz Schilchegger |
| 21.12.2000 | Christoph Gruber | Erik Schlopy    | Benjamin Raich     |
| 14.03.2008 | Ted Ligety       | Benjamin Raich  | Cyprien Richard    |

### Slalom
| Datum      | 1. Platz              | 2. Platz             | 3. Platz           |
| ---------- | --------------------- | -------------------- | ------------------ |
| 19.03.1995 | Ole Kristian Furuseth | Thomas Stangassinger | Yves Dimier        |
| 19.03.2000 | Ole Kristian Furuseth | Benjamin Raich       | Matjaž Vrhovnik    |
| 12.01.2003 | Ivica Kostelić        | Bode Miller          | Hans Petter Buraas |
| 15.03.2008 | Reinfried Herbst      | Daniel Albrecht      | Marcel Hirscher    |
| 06.01.2014 | Felix Neureuther      | Marcel Hirscher      | Manfred Mölgg      |

### Super-Kombination
| Datum      | 1. Platz          | 2. Platz                | 3. Platz       |
| ---------- | ----------------- | ----------------------- | -------------- |
| 29.12.2017 | Alexis Pinturault | Peter Fill              | Kjetil Jansrud |
| 29.12.2019 | Alexis Pinturault | Aleksander Aamodt Kilde | Loïc Meillard  |

## Siegerstatistik 1993–2024
(mindestens zwei Siege oder drei und mehr Podestplätze)
Die meisten Weltcuprennen auf der Stelvio gewann der Italiener Dominik Paris (sechs Abfahrten und ein Super-G). Je drei Siege konnten die Österreicher Michael Walchhofer und Hermann Maier feiern.
|    | Name                    | Sieger | Zweiter | Dritter |
| -- | ----------------------- | ------ | ------- | ------- |
| 1  | Dominik Paris           | 7      | 0       | 0       |
| 2  | Michael Walchhofer      | 3      | 2       | 2       |
| 3  | Hermann Maier           | 3      | 1       | 0       |
| 4  | Marco Odermatt          | 2      | 2       | 0       |
| 5  | Hannes Reichelt         | 2      | 1       | 0       |
| 6  | Daron Rahlves           | 2      | 0       | 1       |
| 6  | Hannes Trinkl           | 2      | 0       | 1       |
| 8  | Luc Alphand             | 2      | 0       | 0       |
| 8  | Ole Kristian Furuseth   | 2      | 0       | 0       |
| 8  | Alexis Pinturault       | 2      | 0       | 0       |
| 11 | Fritz Strobl            | 1      | 5       | 1       |
| .  | Vincent Kriechmayr      | 1      | 4       | 1       |
| .  | Andreas Schifferer      | 1      | 2       | 1       |
| .  | Benjamin Raich          | 1      | 2       | 1       |
| .  | Didier Défago           | 1      | 2       | 0       |
| .  | Aleksander Aamodt Kilde | 1      | 1       | 3       |
| .  | Christof Innerhofer     | 1      | 1       | 1       |
| .  | Matthias Mayer          | 1      | 1       | 1       |
| .  | Aksel Lund Svindal      | 1      | 1       | 1       |
| .  | Stephan Eberharter      | 1      | 0       | 3       |
| .  | Lasse Kjus              | 1      | 0       | 2       |
| .  | Alexis Monney           | 1      | 0       | 1       |
| .  | Fredrik Møller          | 1      | 0       | 0       |